# بزرگ‌ترین گنگ بنگ جهان
بزرگ‌ترین گنگ بنگ جهان یک فیلم پورن است که در یک استودیوی هالیوود با بازی آنابل چونگ  فیلمبرداری شد و بر طبق ادعاها او در این فیلم با ۳۰۰ مرد رابطه جنسی داشته‌است اما در واقعیت، تعداد شرکت کنندگان بسیار کمتر از چیزی که تبلیغ می‌شد بوده‌است. گفته می‌شود که آنها در مجموع در ۲۵۱ عمل جنسی با چونگ درگیر شده‌اند. این رویداد توسط کارگردان فیلم‌های پورنوگرافی جان تی. بون کارگردانی شد.
ویدئوی حاصل که در سال ۱۹۹۵ منتشر شد، یکی از پردرآمدترین فیلم‌های پورنوگرافیک تاریخ است. این تلاش جان تی. بون، کارگردان فیلم برای رکورد زدن، توجه گوف لوئیس، مستندساز و کارگردان فیلم را به خود جلب کرد و چونگ، موضوع مستند او، سکس: داستان آنابل چونگ شد. مستند لوئیس در جشنواره فیلم ساندنس مورد استقبال قرار گرفت و نامزد جایزه بزرگ هیئت داوران شد.

## خلاصه داستان
این فیلم با چند مصاحبه با برخی از شرکت کنندگان آغاز می‌شود. آنابل چونگ دیرتر از راه می‌رسد و کارگردان فیلم از او استقبال می‌کند. بون به چونگ در مورد قالب کار به صورت خلاصه توضیحاتی را گفته و سپس به بقیه شرکت کنندگان توضیحاتی را ارائه می‌دهد. داستان فیلم از جایی شروع می‌شود که چونگ در مراسمی با مطبوعات مصاحبه‌ای را با ران جرمی، که نقش مجری مراسم را دارد انجام می‌دهد. سپس ران دختران مالنده را که وظیفه تحریک آلت تناسلی مردان شرکت‌کننده را دارند، معرفی کرده و گنگ بنگ آغاز می‌شود. چونگ که لباس خود را با یک لباس مجلسی تعویض کرده بود از ورودی کناری بیرون آمده و به روی صحنه می‌رود. صحنه، که شبیه زمین بازی رومی ساخته شده بود به منظور اشاره به ارجی ملکه روم باستان، مسالینا طراحی شده بود و یک تخت در وسط آن قرار داشت. بون، با استفاده از یک بلندگو، پنج شرکت‌کننده اول را فرا می‌خواند. چونگ به مدت پنج تا ده دقیقه با شرکت کنندگان درگیر آمیزش جنسی می‌شد تا گروه بعدی فراخوانی می‌شد. چونگ بر استفاده از کاندوم برای این رویداد اصرار داشت، اما مردانی که مجری حرفه‌ای بودند اجازه داشتند بدون استفاده از کاندوم با وی آمیزش داشته باشند.

## انتقادات
پس از انتشار فیلم انتقاداتی علیه سازندگان بزرگ‌ترین گنگ بنگ جهان به خاطر میزان خطری که چونگ ندانسته خود را در معرض آن قرار داده بود، وارد شد. پیش از فیلمبرداری هیچ الزامی برای آزمایش بیماری‌های مقاربتی به غیر از ایدز برای مردان وجود نداشت. همچنین بعداً مشخص شد که آنها مدرکی مبنی بر منفی بودن آزمایش اچ‌آی‌وی ارائه نکرده‌اند - برخلاف آنچه که به چونگ گفته شده بود و به آن باور داشت. تعداد زیادی از مردان نیز بدون استفاده از کاندوم اقدام به آمیزش جنسی با چونگ نمودند.
همچنین بعدها عدم پرداخت احتمالی به چونگ نیز انتقادها را برانگیخت. این فیلم یکی از پرفروش‌ترین فیلم‌های پورنوگرافی تاریخ است، اما همان‌طور که در مستند سکس: داستان آنابل چونگ نیز به آن اشاره شده‌است، چونگ اعلام کرد هرگز ۱۰٬۰۰۰ دلاری که به او وعده داده شده بود، پرداخت نشد و او هیچ پولی بابت این ویدئو دریافت نکرده‌است.